# Annina Eisenbart
Annina Eisenbart (* 1994) ist eine Schweizer Unihockeyspielerin, die beim Nationalliga-A-Verein UHC Laupen unter Vertrag steht.

## Karriere
Eisenbart debütierte 2017 in der Nationalliga B für den UHC Laupen. Am Ender der Saison stieg sie mit dem UHC Laupen in die höchste Spielklasse auf.